# روي نيفيس
روي نيفيس هو لاعب كرة قدم برتغالي في مركز الهجوم، ولد في 10 مارس 1965 في Vinhais ‏ في البرتغال. شارك مع منتخب البرتغال تحت 21 سنة لكرة القدم. أما مع النوادي، فقد لعب مع دارلينجتون إف سى ونادي أونياو دا ماديرا ونادي بورتو ونادي بيرا مار ونادي ديبورتيفو داس أيفيس ونادي ليتشويس.